# Окань, Морис
Морис Ока́нь (д’Окань) — французский инженер и математик.
Его отец Мортимер Окань был автором книги об университетском образовании во Франции («Les Grandes Écoles de France»), театральным критиком и автором очерков по экономике и финансам. Окань учился в Политехнической школе с 1880 года, а с 1885 года работал инженером-строителем в Корпусе инженеров по строительству дорог и мостов. Он также опубликовал математические статьи, первые с 1877 года. В 1891 году он стал директором Nivellement général de la France. В 1893 году он стал преподавателем в Политехнической школе, а с 1894 года — профессором Национальной школы мостов и дорог. В 1901 году он стал директором французской картографической службы. В 1912 году он стал профессором геометрии в Политехнической школе, а в 1920 году — главным инспектором по дорогам и мостам во Франции.
Он наиболее известен работой над номографией (ввёл термин «номограмма»).
В 1922 году он стал членом Академии наук, от которой получил премию Леконта в 1892 году и премию Дальмонта в 1894 году. В честь Оканя названы улица и школа в 14 округе Парижа. В 1901 году он был президентом Французского математического общества. В 1925 году он был избран в Американскую академию искусств и наук.
Он написал литературные произведения, такие как пьеса «Кандидат» под псевдонимом Пьер Деликс. С 1930 по 1936 год он опубликовал трёхтомный сборник биографий физиков, математиков и инженеров.

## Публикации
- Cours de Géométrie descriptive et de Géométrie infinitésimale. Gauthier-Villars 1896 (Vorlesungen an der École des Ponts et Chaussées)
- Traité de Nomographie. 1899
- Coordonnées parallèles et axiales. Gauthier-Villars, Paris 1885
- Calcul graphique et nomographie. Doin, Paris 1908
- Calcul simplifié par les procédés mécaniques et graphiques.
- Cours de géométrie. 2 Bände, Gauthier-Villars 1930 (Vorlesungen École polytechnique)
- Souvenirs et causeries. Plon, 1928
- Notions sommaires de géométrie projective à l’usage des candidats à l’École Polytechnique. Gauthier-Villars, 1924.
- Hommes & choses de science — Propos familiers. 3 Bände, Vuibert, 1930–1936
- Herausgeber: Napoléon et les savants (Konferenz 1934)
- Histoire abrégée des sciences mathématiques (Herausgeber René Dugas), Paris 1955